# Erpsongs
Erpsongs is het debuutalbum van Ozric Tentacles. De band begon in 1983 en speelde spacerock, een genre dat toen geheel uit de mode was. Tijdens concerten viel er nog wel wat te verdienen, maar zelfs de doorgewinterde bands als Hawkwind en Gong hadden het moeilijk. De Ozrics begonnen met optreden en daar werd om opnamemateriaal gevraagd dat er niet was. De goedkoopste manier van verspreiden van muziek van toen was de muziekcassette en zo werd Erpsongs dan ook verspreid; tijdens concerten en via postorder. Er zouden nog vijf van zulke albums volgen voordat er een “echte” uitgave op compact disc zou volgen.
De term “Erp” zou de band blijven achtervolgen, een vergelijking met 'Zero the Hero' van Gong. De nummers op Erpsongs zijn instrumentaal en zijn opgenomen in een geluidsstudio bij Ed Wynne thuis.  

## Musici
- Ed Wynne – gitaar
- Gavin Griffiths – gitaar
- Roly Wynne – basgitaar
- Joie Hinton – toetsinstrumenten
- Nick van Gelder – slagwerk

De laatste drie stapten uit en gingen verder met The Ullulators. Joie Hinton speelde later in Eat Static. Nick van Gelder zou later spelen bij Jamiroquai (1993: Emergency on Planet Earth). Gavin Griffiths speelde in Dream Machine.

## Muziek
| Nr. | Titel             | Duur |
| --- | ----------------- | ---- |
| 1.  | Velmwend          |      |
| 2.  | Fast dots         |      |
| 3.  | Thyroid           |      |
| 4.  | Spiral mind       |      |
| 5.  | Synth on a plinth |      |
| 6.  | Dharma reggae     |      |
| 7.  | Tidal otherness   |      |
| 8.  | Erpriff           |      |
| 9.  | Descension        |      |
| 10. | Misty gliss       |      |
| 11. | Dots thots        |      |
| 12. | Clockdrops        |      |
| 13. | Five jam          |      |
| 14. | Oddhamshaw        |      |

Het album verdween lange tijd uit zicht, maar in 2000 werd het opnieuw uitgegeven in de box Vitamins enhanced en sindsdien in allerlei versies, al dan niet samen met een ander album uit die box. Track 7 is niet geheel ongeschonden uit de strijd gekomen.
CD1: Erpsongs · CD2: Tantric obstacles · CD3: Live ethereal cereal · CD4: There is nothing · CD5: Sliding gliding worlds · CD6: The bits between the bits